# Євтидеміди
Євтидеміди — елліністична династія, що правила Греко-Бактрійським та Індо-Грецьким царствами приблизно з 230 року до н.е. Засновником династії був Євтидем I.

## Історія
Припускають, що засновник династії, Євтидем І, був онуком Софіта — сатрапа, призначеного Александром Македонським.
Євтидем був сатрапом Согдіани. Його дружиною була сестра греко-бактрійського царя Діодота II. Ймовірно, Євтидем захопив престол у Діодота II і таким чином став греко-бактрійським царем. За часів свого правління Євтидем І воював проти Антіоха III Великого. Після дворічної облоги Бактри, у 206 р. до н. е. було укладено мирний договір, за яким син Євтидема І Деметрій І одружився з дочкою Антіоха ІІІ. Деметрій І захопив Північну Індію та заснував Індо-Грецьке царство.
Після смерти Деметрія І династія правила обома царствами. Під натиском юечжи у 125 р. до н. е. Греко-Бактрійське царство занепало, і Євтидеміди надалі правили тільки у Індії. Найбільшого розквіту Індо-Грецьке царство досягло за Менандра I. Останнім представником династії був індо-грецький цар Стратон ІІІ.

## Правителі
Через брак джерел історики не можуть точно відновити усіх правителів та їхні роки правління. Це можна зробити за збереженими монетами, які карбували правителі. Ось список деяких відомих правителів Греко-Бактрійського царства з династії Євтидемідів:
- Софіт (бл. 330—300 до н. е.), сатрап Паропамісадів, призначений Александром Македонським, дід Євтидема I.
- Євтидем І (правив бл. 230—195 до н. е.), засновник династії.
- Деметрій І (правив бл. 200—155 до н. е.), найвідоміший правитель з династії, здійснив вторгнення у Індію.
- Євтидем II (правив бл. 185—180 до н. е.).
- Панталеон (правив бл. 190—180 до н. е.).
- Агафокл Бактрійський (правив бл.180 — 165 рр. до н. е.).
- Поліксен Епіфан Сотер (правив бл. ? — 130 рр. до н. е.).
- Зоїл I (правив бл.? — 125 рр. до н. е.).
- Лісій Анікет (правив 120—115 рр. до н. е.).
- Теофіл (правив бл. ? — 85 рр. до н. е.).
- Деметрій II (правив бл. 175—170 до н. е.).
- Антімах I (правив бл. 175—170 до н. е.).
- Антімах II (правив бл. 160—155 до н. е.).
- Менандр I (правив бл. 165—130 роках до н. е.).
- Агатоклея (правила бл. 130—125 до н. е.), регентка Індо-Грецького царства.
- Стратон І (правив бл. 130—110 до н. е.).
- Деметрій III (правив бл. 100 р. до н. е.).
- Амінта I (правив бл. 95-90 до н. е.).
- Менандр II (правив бл. 80-85 до н. е.).
- Стратон II (правив бл. 25-10 до н. е.).
- Стратон III (правив бл. 25 до н. е. — 10 н. е.), останній представник династії.